# トルーマン・カポーティ
トルーマン・ガルシア・カポーティ（Truman Garcia Capote, 1924年9月30日 - 1984年8月25日）は、アメリカの小説家。

## 略歴
1924年 ルイジアナ州ニューオーリンズで、父アーチ・パーソンズ、母リリー・メイ・フォークの息子として生まれた。出生時の名前はトルーマン・ストレックファス・パーソンズ（Truman Streckfus Persons）。両親は彼が子供の時に離婚し、ルイジアナ、ミシシッピ、アラバマなどアメリカ合衆国南部の各地を遠縁の家に厄介になりながら転々として育った。その中には高齢者同士の孤立世帯や精神障害をもつ高齢者もあり、その当時の思い出は、『誕生日の子どもたち』という短編集に収められている。引越しの多い生活のため、ほとんど学校に行かず、独学同様に勉強した。母親は後年ジョゼフ・ガルシア・カポーティと再婚し、その後自殺した。
アラバマ在住当時、後年の女流作家ハーパー・リーと幼なじみで、リーの代表作『アラバマ物語』中の登場人物ディルはカポーティがモデルである。ちなみにこの作品は、映画化されてよく知られたものになり、原作自体も学校の教材として取り上げられることも多い。
若き頃から作品を作っており、カポーティ自身は「その気になって書き出したのは、十一歳の頃だった」と言ったことがある。「その気に、というのは、他の子が学校から帰ってバイオリンやらピアノやらの練習をするようなもので、僕は帰ってから毎日三時間くらいは書いた。夢中になって書いた」。
17歳で学校をやめて『ザ・ニューヨーカー』誌のスタッフになり、二年ほどいた。仕事はマンガの整理と新聞の切り抜き。
19歳の時に掲載された最初の作品『ミリアム』でオー・ヘンリー賞を受賞し、「アンファン・テリブル（恐るべき子供）」と評される。
23歳で初めての長編『遠い声 遠い部屋』を出版し、若き天才作家として注目を浴びた。
1947年6月には、ジャン・コクトーが世話をやいてくれ、パレ・ロワイヤルにてシドニー＝ガブリエル・コレットに面会している。
その後は中編『ティファニーで朝食を』が映画化されヒットするなど、1作ごとに華やかな話題をふりまき映画にも出演し、ノーマン・メイラーとともに作家としては珍しくゴシップ欄の常連になるなど、公私の両面で話題を振りまいた。
作家としての出発時点から、早くも華やかな交友関係ができあがった。作家、芸術家のほか、上流階級、国際社会の著名人と幅広い交友があり、その活発な社会生活によって何度となくメディアの注目を浴びた。
たっぷり時間をかけた調査を行ない、1966年に発表した『冷血』では、実際に起きた一家殺人事件を題材にすることにより、ノンフィクション・ノベルという新たなジャンルを切り開いた。「現実の出来事に小説的な技法を用いて」、一つの融合的な産物が新しく世に送り出されている。「潔癖なまでに事実そのもので」、なお芸術作品でもあるのだった。いかなるジャンルとして考えるにせよ、これが『ニューヨーカー』に連載されると、たちまちのうちに、従来のカポーティ作品を上回って、広汎な読者層を惹きつけることになった。『冷血』の完成を記念して＜プラザ・ホテル＞で開かれた仮面舞踏会は、大きく宣伝されて、1960年代を象徴する出来事になったとも言える。しばらくの間、カポーティはテレビや雑誌に登場する常連となって、映画『名探偵登場』（1976年）では俳優としての出演さえも行った。
晩年はアルコールと薬物依存に陥り、出演したテレビで不可解な発言を行うなど奇行が目立ち始め、執筆活動も『冷血』以降は長編を一度も書き上げることがなく、公私共に没落していく。最後の作品となった長編『叶えられた祈り』では、事実を交えたかたちで上流社会の頽廃を描いたことにより、彼が懇意にされていたセレブリティからの反発を招き、作品も未完に終わった。
1984年8月25日にカリフォルニア州ロサンゼルスの友人ジョーン・カーソンのマンションで心臓発作で急死。カリフォルニア州ウェストウッドのウェストウッド・メモリアルパーク墓地に埋葬された。

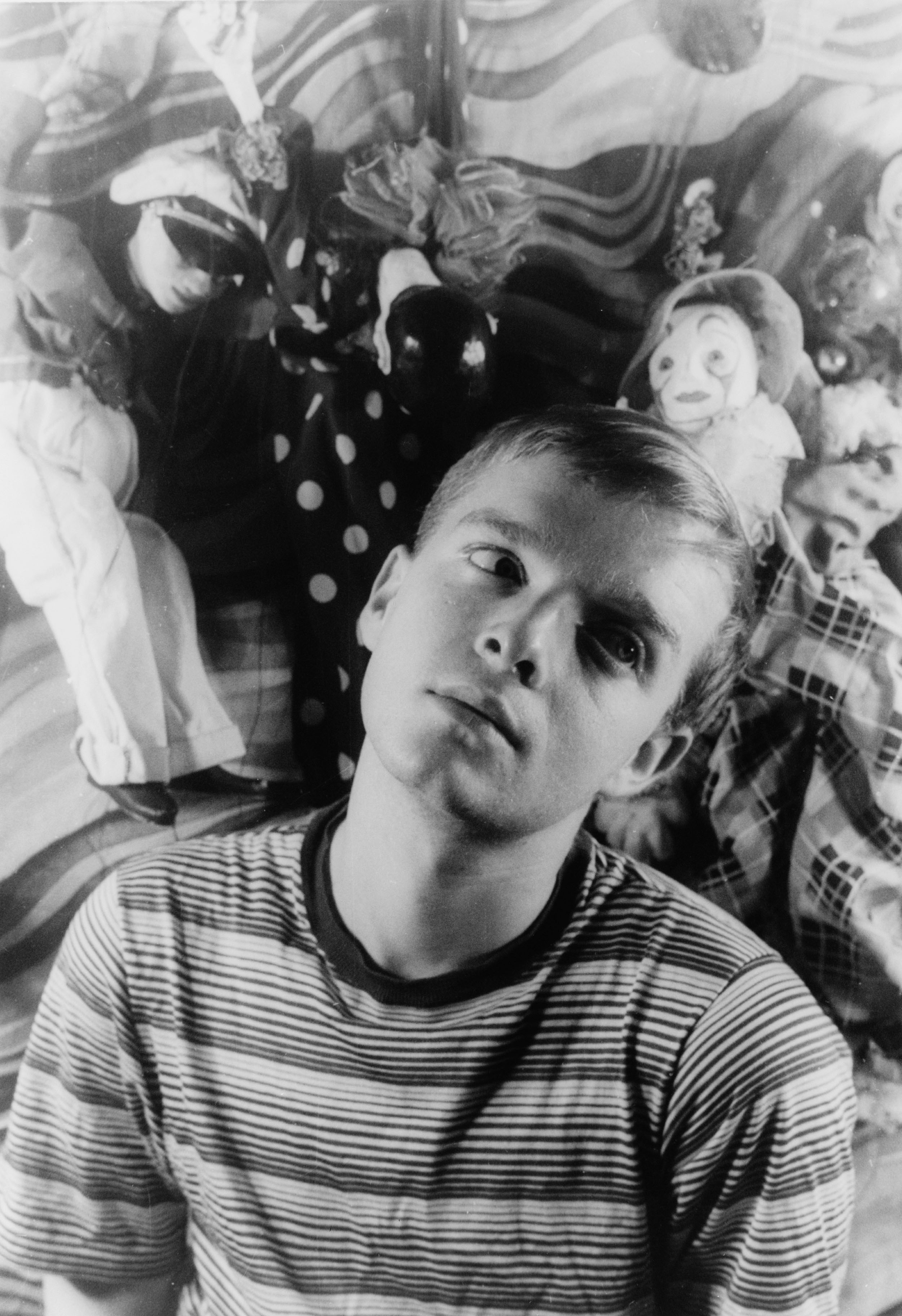
24歳時のカポーティ（1948年、カール・ヴァン・ヴェクテン撮影）

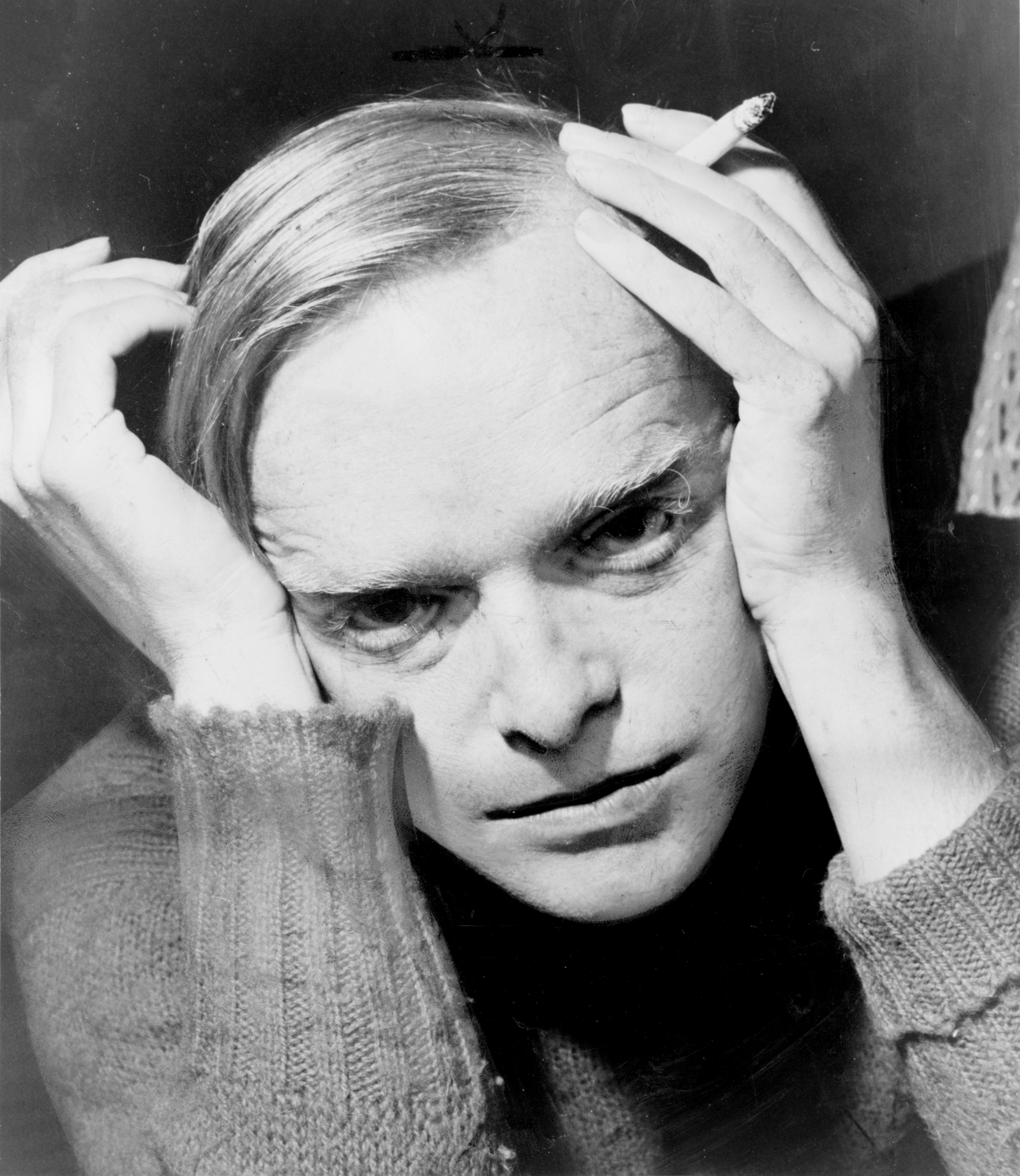
カポーティ（1959年、ロジャー・ヒギンズ撮影）

## 主な作品
下記が主な日本語訳。※は電子書籍も刊行
- 『真夏の航海』 Summer Crossing - ニューヨークにおける恋愛小説。執筆は1940年代と推定、出版は2005年
  - 『真夏の航海』安西水丸訳、講談社文庫、2015年
- 『ミリアム』 Miriam（1943年）- 短編。ニューヨークに住む未亡人ミリアムの生活。
  - 『夜の樹/ミリアム』 河野一郎・斎藤数衛訳、南雲堂、1957年、新版1986年
- 『遠い声 遠い部屋』 Other Voices, Other Rooms（1948年） - 小説・写真。カポーティの半自伝。
  - 『遠い声 遠い部屋』 河野一郎訳、新潮社、1955年、新潮文庫、1971年、改版2014年
  - 『遠い声、遠い部屋』 村上春樹訳、新潮社、2023年※ - 新訳
- 『夜の樹』 A Tree of Night（1949年） - 短編集
  - 『夜の樹/ミリアム』 河野一郎・斎藤数衛訳、南雲堂、1957年、新版1986年
  - 『夜の樹』 龍口直太郎訳、新潮社、1970年、のち新潮文庫、グーテンベルク21※
  - 『夜の樹』 川本三郎訳、新潮文庫、改版2011年
- 『ローカル・カラー』Local Color (1950年)  - ヨーロッパ旅行記。
  - 小田島雄志訳、ハヤカワepi文庫、2006年。
- 『草の竪琴』 The Grass Harp（1951年）- 1995年に『グラスハープ/草の竪琴』として映画化。
  - 『草の竪琴』 鍋島能弘・島村力訳、新鋭社、1956年
  - 『草の竪琴』 小林薫訳、新潮社、1971年
  - 『草の竪琴』 大澤薫訳、新潮文庫、1993年
  - 『草の竪琴』 村上春樹訳、新潮社、2025年※ - 他に短篇「最後のドアを閉めろ」「ミリアム」「夜の樹」
- 『観察記録』Observations (1959年)  - エッセイ及びリチャード・アヴェドン写真作品。アレクセイ・ブロドヴィッチ編集。
  - 小田島雄志訳、ハヤカワepi文庫、2006年。
- 『わが家は花ざかり』 House of Flowers（ミュージカル。オリジナル戯曲と作詞、1954年）
- 『詩神の声 聞こゆ』 The Muses Are Heard（ノンフィクション、1956年）- 史上初のソ連公演をしたアメリカ合衆国の劇団の旅行記
  - 『詩神の声聞こゆ 犬は吠えるII』 小田島雄志訳、ハヤカワ文庫、2006年（増訂版）。 『砲弾絶えるとき』、『詩神の声聞こゆ』、『お山の大将』、『文体--および日本人』
- 『クリスマスの思い出』 A Christmas Memory（1956年）
  - 『あるクリスマス』、『クリスマスの思い出』、各・村上春樹訳、文藝春秋、1989-90年
- 『ティファニーで朝食を』 Breakfast at Tiffany's（1958年）
  - 『ティファニーで朝食を』 龍口直太郎訳、新潮社、1960年。新潮文庫、1968年、改版1989年
  - 『ティファニーで朝食を』 村上春樹訳、新潮社、新潮文庫※、各・2008年（現行版）
- 『冷血』 In Cold Blood（ノンフィクション、1966年）
  - 『冷血』 龍口直太郎訳、新潮社、1967年、新潮文庫、1978年
  - 『冷血』 佐々田雅子訳、新潮文庫、2006年
- 『犬は吠える』The Dogs Bark, Public People and Private Places (1973年)  - 『ローカル・カラー』（1951年）、『詩神の声聞こゆ』（1956年）、『観察記録』（1959年）から再録ほか数編。ノンフィクション、ルポルタージュ
  - 小田島雄志訳、ハヤカワ・リテラチャー、1977年。
- 『カメレオンのための音楽』 Music for Chameleons（短篇集、1980年）
  - 『カメレオンのための音楽』 野坂昭如訳、ハヤカワ文庫、2002年
- 『叶えられた祈り』 Answered Prayers（未完、1986年出版）
  - 『叶えられた祈り』 川本三郎訳、新潮文庫、2006年
- 『カポーティ短篇集』 河野一郎編訳、ちくま文庫、1997年 - 日本版短編集
- 『誕生日の子どもたち』 村上春樹訳、文藝春秋、2002年、文春文庫、2009年 - 同上
- 『ローカル・カラー/観察記録 犬は吠えるI』  小田島雄志訳、ハヤカワ文庫、2006年、エッセイ・人物評論集
- 『ここから世界が始まる トルーマン・カポーティ初期短篇集』 小川高義訳、新潮社、2019年、新潮文庫、2022年※

## 評伝・回想・研究
- 稲沢秀夫『トルーマン・カポーティ研究』（南雲堂、増補版1985年）
- ローレンス・グローベル『カポーティとの対話』（川本三郎訳、文藝春秋、1988年）
- ドナルド・ウィンダム『失われし友情 カポーティ、ウィリアムズ、そして私』（川本三郎訳、早川書房、1994年）
- ジェラルド・クラーク『カポーティ』（中野圭二訳、文藝春秋、1999年）
- ジョージ・プリンプトン『トルーマン・カポーティ』（野中邦子訳、新潮社、1999年、新潮文庫 上下、2006年）
- マリアン・M・モウツ『子供時代への懸け橋 トルーマン・カポーティのアメリカ南部時代』（大園弘訳、英宝社、2006年）
- 内田豊『トルーマン・カポーティの作品論集: 「グロテスクなもの」との出遭い』（開拓社、2006年）
- 大園弘『カポーティ小説の詩的特質: 音と文彩』（春風社、2016年）
- 片桐多恵子『カポーティを捕まえろ: 人間探求の軌跡』（文藝春秋、2023年）

## その他
- 1953年の米伊合作映画『終着駅』の英語の台詞を書いている。
- カポーティは1957年にマーロン・ブランドが日本で映画を撮影していた時、ブランドに会見をするために来日を果たしている。その際に三島由紀夫と歌舞伎座で偶然会い、翌日セシル・ビートンらとともに三島と一緒に食事をし[2]、同年の夏に三島が渡米した折にもニューヨークで再会している[3]。後にカポーティは三島について、「いつも愉快でとても心暖まる時を過ごせたものだ。ただ、三島は傷つきやすく、非常に直観力のある男で、軽はずみに論じられる人物じゃない」と語っている[4]。
- 1961年の映画『回転』（原作はヘンリー・ジェームズの『ねじの回転』）の脚本をウィリアム・アーチボルドと共同で担当している。
- カポーティ最後の作品である『叶えられた祈り』は、大富豪が妻のアンに不審者と間違われて射殺されたウィリアム・ウッドウォード・ジュニア射殺事件をモデルとしている。カポーティは執筆に当たってアンの噂話を集めており、作中ではアンと同名の人物を離婚が成立していないにもかかわらず富豪と結婚し、その露見を防ぐために富豪を殺害する悪女として描いた。1975年に『叶えられた祈り』の一部が『エスクァイア』誌に掲載されたが、その直後にアンは薬物自殺を遂げた。今日では、カポーティが『叶えられた祈り』で描いたアンの人物像は実際とは異なることで知られている。なお周辺の友人たちによると、カポーティはかつてアンと喧嘩したことがあり、彼女に「チビのオカマ」呼ばわりされたことを根に持っていたという。
- 1976年の映画『名探偵登場』に出演している。また1977年の映画『アニー・ホール』にもカメオ出演している。
- 2005年、カポーティが犯罪ノンフィクション『冷血』を書き上げるまでを映画化した『カポーティ』が公開された。アカデミー賞5部門にノミネートされ、フィリップ・シーモア・ホフマンが主演男優賞を受賞した。
- 2019年にはカポーティを題材としたドキュメンタリー映画『トルーマン・カポーティ 真実のテープ』が公開されている。